# أوندريج فيتشي
أوندريج فيتشي (بالتشيكية: Ondřej Vetchý)‏ هو ممثل تشيكي، ولد في 16 مايو 1962 بيهلافا في التشيك.

## أعمال

### أفلام
- (1996) كوليا[6]

## وصلات خارجية
- أوندريج فيتشي على موقع IMDb (الإنجليزية)
- أوندريج فيتشي على موقع قاعدة بيانات الأفلام العربية
- أوندريج فيتشي على موقع ألو سيني (الفرنسية)
- أوندريج فيتشي على موقع أول موفي (الإنجليزية)
- أوندريج فيتشي على موقع قاعدة بيانات الأفلام السويدية (السويدية)
- أوندريج فيتشي على موقع قاعدة بيانات الفيلم (الإنجليزية)
- أوندريج فيتشي على موقع كينوبويسك (الروسية)